# Gambrinus liga 2009/10
De Gambrinus liga 2009/10 was het zeventiende seizoen van het Tsjechisch nationaal voetbalkampioenschap. Het ging van start op 25 juli 2009 en eindigde op 23 mei 2010.

## Clubs
| Club                       | Stad               | Stadion                                     | Afbeelding | Opening | Capaciteit |
| -------------------------- | ------------------ | ------------------------------------------- | ---------- | ------- | ---------- |
| FC Baník Ostrava1          | Ostrava            | Bazaly                                      |            | 1959    | 17.372     |
| FK Baumit Jablonec         | Jablonec nad Nisou | Chance Arena                                |            | 1955    | 6280       |
| Bohemians 19051            | Vršovice, Praag    | Ďolíček                                     |            | 1932    | 7500       |
| FK Bohemians Praag2        | Břevnov, Praag     | Stadion Evžena Rošického                    |            | 1926    | 19.032     |
| 1. FC Brno                 | Brno               | Městský fotbalový stadion Srbská            |            | 1949    | 12.550     |
| SK Dynamo České Budějovice | České Budějovice   | Fotbalový stadion Střelecký ostrov          |            | 1940    | 6746       |
| SK Kladno1                 | Kladno             | Stadion Františka Kloze                     |            | 1914    | 4000       |
| FK Mladá Boleslav          | Mladá Boleslav     | Městský stadion Mladá Boleslav              |            | 2005    | 5000       |
| 1. FK Příbram              | Příbram            | Na Litavce                                  |            | 1955    | 9100       |
| SK Sigma Olomouc           | Olomouc            | Andrův stadion                              |            | 1940    | 12.014     |
| SK Slavia Praag            | Vršovice, Praag    | Synot Tip Aréna                             |            | 2008    | 21.000     |
| 1. FC Slovácko             | Uherské Hradiště   | Městský fotbalový stadion Miroslava Valenty |            | 2003    | 8121       |
| FC Slovan Liberec          | Liberec            | Stadion u Nisy                              |            | 1934    | 9900       |
| AC Sparta Praag            | Bubeneč, Praag     | Generali Arena                              |            | 1917    | 20.854     |
| FK Teplice                 | Teplice            | Stadion Na Stínadlech                       |            | 1973    | 18.221     |
| FC Viktoria Pilsen         | Pilsen             | Stadion města Plzně                         |            | 1955    | 7842       |

1 Tussen de 15e en 20e speelronden waren FC Baník Ostrava, Bohemians 1905 en SK Kladno genoodzaakt voor hun thuiswedstrijden uit te wijken naar stadions met veldverwarming, omdat hun eigen stadions niet aan dit criterium voldeden. FC Baník Ostrava week uit naar Městský stadion v Ostravě-Vítkovicích en Bohemanians 1905 en SK Kladno naar Stadion Evžena Rošického.

2 Omdat het eigen stadion, Stadion SK Prosek, van FK Bohemians Praag niet aan de eisen voldeed speelde de club haar thuiswedstrijden in het Stadion Evžena Rošického.

## Eindstand
|     | Club                       | WG | W  | G  | V  | DV | DT | P   |                                                |
| --- | -------------------------- | -- | -- | -- | -- | -- | -- | --- | ---------------------------------------------- |
| 1.  | AC Sparta Praag            | 30 | 16 | 14 | 0  | 42 | 14 | 62  | Tweede voorronde UEFA Champions League 2010/11 |
| 2.  | FK Baumit Jablonec         | 30 | 18 | 7  | 5  | 42 | 24 | 61  | Derde voorronde UEFA Europa League 2010/11     |
| 3.  | FC Baník Ostrava           | 30 | 17 | 9  | 4  | 47 | 25 | 60  | Tweede voorronde UEFA Europa League 2010/11    |
| 4.  | FK Teplice                 | 30 | 15 | 10 | 5  | 44 | 25 | 55  |                                                |
| 5.  | FC Viktoria Pilsen3        | 30 | 12 | 12 | 6  | 42 | 33 | 48  | Derde voorronde UEFA Europa League 2010/11     |
| 6.  | SK Sigma Olomouc           | 30 | 14 | 5  | 11 | 49 | 36 | 47  |                                                |
| 7.  | SK Slavia Praag1           | 30 | 11 | 8  | 11 | 37 | 35 | 41  |                                                |
| 8.  | FK Mladá Boleslav          | 30 | 11 | 6  | 13 | 47 | 41 | 39  |                                                |
| 9.  | FC Slovan Liberec          | 30 | 10 | 7  | 13 | 34 | 39 | 37  |                                                |
| 10. | 1. FK Příbram              | 30 | 10 | 6  | 14 | 35 | 41 | 36  |                                                |
| 11. | 1. FC Brno                 | 30 | 9  | 8  | 13 | 31 | 40 | 35  |                                                |
| 12. | Bohemians Praag 19052      | 30 | 8  | 10 | 12 | 21 | 29 | 34  |                                                |
| 13. | SK Dynamo České Budějovice | 30 | 7  | 10 | 13 | 24 | 35 | 31  |                                                |
| 14. | 1. FC Slovácko2            | 30 | 8  | 6  | 16 | 28 | 42 | 30  |                                                |
| 15. | SK Kladno                  | 30 | 7  | 4  | 19 | 24 | 50 | 25  | Degradatie naar de Druhá liga                  |
| 16. | FK Bohemians Praag         | 30 | 4  | 4  | 22 | 27 | 65 | -44 | Degradatie naar de Druhá liga                  |

1 SK Slavia Praag was in dit seizoen de titelverdediger. 

2 Bohemians Praag 1905 en 1. FC Slovácko waren in dit seizoen nieuwkomers, zij speelden in het voorgaande seizoen niet op het hoogste niveau van het Tsjechische voetbal. 

3 FC Viktoria Pilsen kwalificeerde zich voor de Europa League door het winnen van de Ondrášovka Cup. 

4 FK Bohemians Praag werd 20 punten in mindering gebracht omdat zij weigerden te spelen tegen Bohemians Praag 1905 en doordat ze SK Sigma Olomouc beschuldigden van omkoping zonder enig bewijsmateriaal.

## Statistieken

### Topscorers
12 doelpunten
- Michal Ordoš (SK Sigma Olomouc)

11 doelpunten
- Marek Kulič (FK Mladá Boleslav)
- David Lafata (FK Baumit Jablonec)

9 doelpunten
- Pavel Šultes (SK Sigma Olomouc)
- Wilfried Bony (AC Sparta Praag)

8 doelpunten
- Mario Lička (FC Baník Ostrava)
- Daniel Huňa (1. FK Příbram)

7 doelpunten
- Ludovic Sylvestre (FK Mladá Boleslav)
- Václav Ondřejka (1. FC Slovácko)
- Tomáš Mičola (FC Baník Ostrava)
- Marek Bakoš (FC Viktoria Pilsen)
- Aidin Mahmutović (FK Teplice)
- Jiří Jehlínek (FK Bohemians Praag)
- Petr Švancara (1. FC Slovácko)

## Assists
13 assists
- Martin Lukeš (FC Baník Ostrava)

9 assists
- Adam Varadi (FC Baník Ostrava)

8 assists
- Pavel Horváth (FC Viktoria Pilsen)
- Michal Ordoš (SK Sigma Olomouc)
- Bořek Dočkal (FC Slovan Liberec)

7 assists
- Petr Švancara (1. FC Slovácko)
- Michal Klesa (1. FK Příbram)

6 assists
- Rudolf Otepka (SK Dynamo České Budějovice 5 / SK Sigma Olomouc 1)
- Pavel Verbíř (FK Teplice)
- Marek Jarolím (FK Baumit Jablonec 6 / SK Slavia Praag 0)
- Igor Žofčák (AC Sparta Praag)
- Lukáš Bajer (SK Sigma Olomouc)
- Andrej Kerić (FC Slovan Liberec)
- Jan Kovařík (FK Baumit Jablonec)